# Andreas Wojta

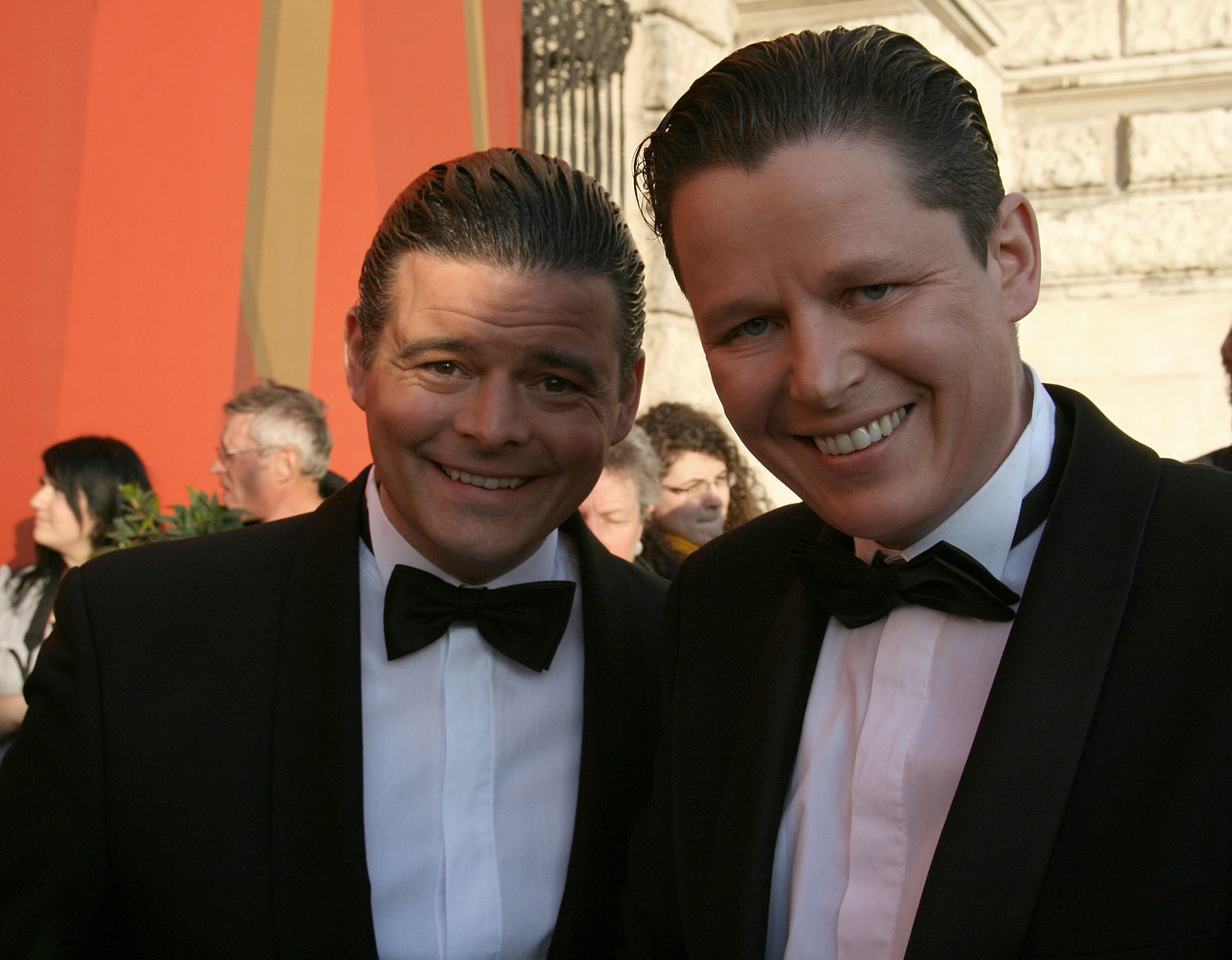
Andreas Wojta (l.) und Alexander Fankhauser (Romy 2010)

Andreas „Andi“ Wojta (* 2. November 1971 in Wien) ist ein österreichischer Koch, der gemeinsam mit Alexander Fankhauser als Moderator der Kochsendung Frisch gekocht im ORF Bekanntheit erlangte.

## Leben und Ausbildung
Wojta absolvierte eine Kochlehre von 1986 bis 1989 in der Gastgewerbefachschule am Judenplatz in Wien. Anschließend wurde er im Restaurant Korso bei Reinhard Gerer weiter ausgebildet. Von 1993 bis 1995 war er Chefsaucier im Restaurant Aubergine in München bei Eckart Witzigmann. 1995 kehrt er nach Wien zurück, wo seine Mutter das Restaurant Minoritenstüberl seit Mitte der 1970er Jahre gepachtet hatte.
Andreas Wojta wohnt in Oberrohrbach in Niederösterreich.

## Das Minoritenstüberl

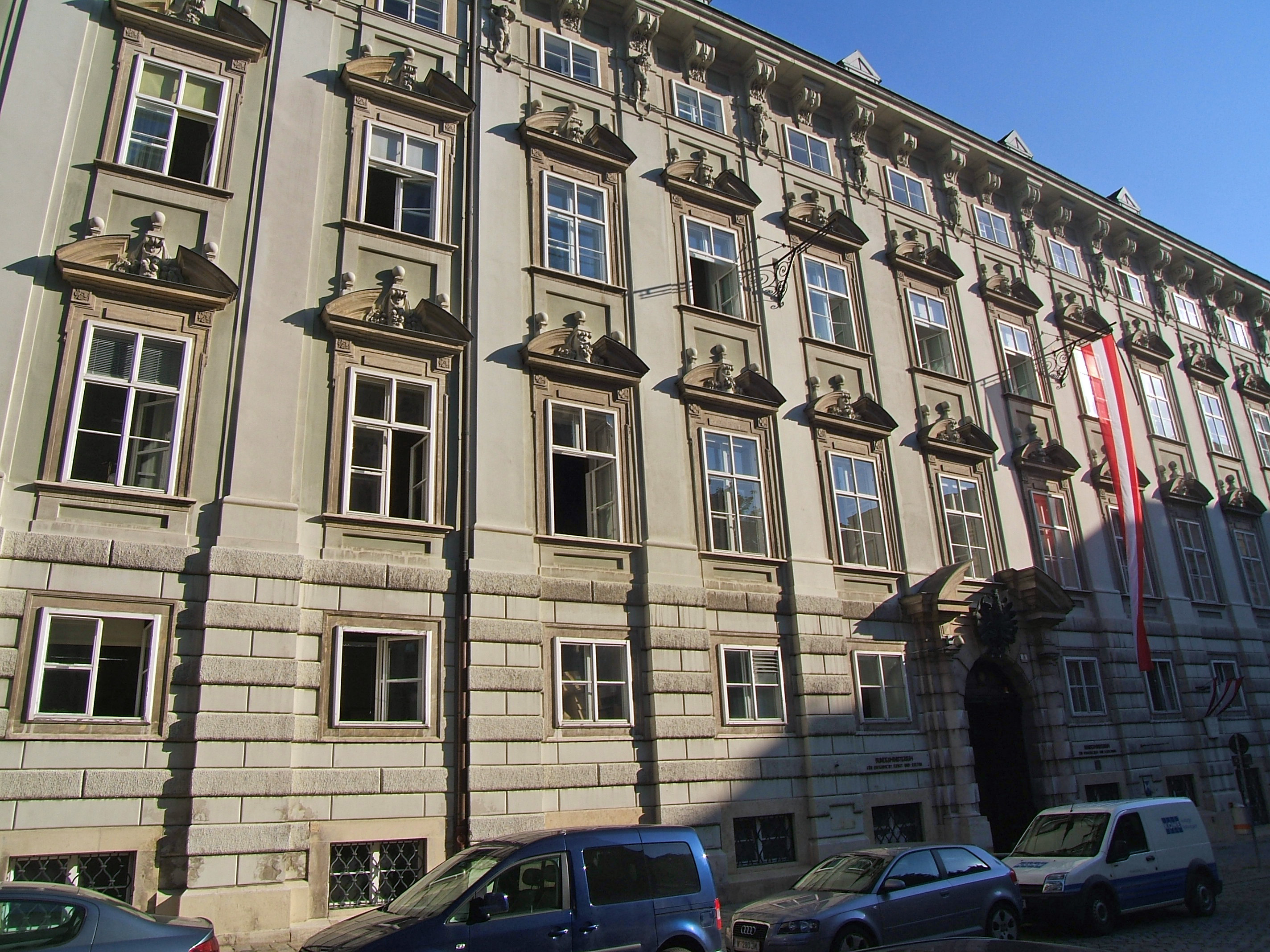
Das Minoritenstüberl befindet sich im Palais Starhemberg am Minoritenplatz

1995 übernahm Andreas Wojta selbstständig das Minoritenstüberl am Minoritenplatz 5 in der Wiener Innenstadt. Dieses Lokal befand sich im Souterrain des Palais Starhemberg am Minoritenplatz, in welchem auch das Bundesministerium für Unterricht, Kunst und Kultur untergebracht ist und stellte dessen Kantine dar. Das Restaurant wurde im Februar 2025 aufgrund der umfassenden Sanierung des gesamten Gebäudes geschlossen.

## Andreas Wojta als Fernsehkoch
Seinen ersten Gastauftritt im Fernsehen hatte Wojta im März 2003 in der Sendung Frisch gekocht ist halb gewonnen. Von 2008 bis Ende 2013 kochte er gemeinsam mit Alex Fankhauser regelmäßig als Hauptdarsteller in der nun Frisch gekocht mit Andi und Alex genannten Kochsendung auf ORF 2. 2014 übergaben sie an Elisabeth Engstler. Im Herbst 2018 luden sie zu ihrer neuen Kochshow „Andi & Alex am Sonntag“ ein.

## Weiterer Werdegang
Von März bis Mai 2025 nahm er an der Seite von Profitänzerin Kati Kallus an der ORF-Tanzshow Dancing Stars teil und schied in der achten Runde aus.

## Zitate
„Wenn du früher gesagt hast, du möchtest Koch werden, haben dich die Eltern enterbt …“

## Auszeichnungen
- 2010: Romy in der Kategorie Beliebteste/r Show Entertainer/in (gemeinsam mit Alexander Fankhauser)

## Bücher
- Andreas Wojta: Meine Wiener Küche., D + R Verlag, Wien 2007, ISBN 978-3-902469-11-3
- Andreas Wojta, Alexander Fankhauser: Kochen mit Andi und Alex – Die besten Rezepte von Andreas Wojta und Alexander Fankhauser, D + R Verlag Wien 2008, ISBN 978-3-902469-15-1